# Anthurium hornitense
Anthurium hornitense är en kallaväxtart som beskrevs av Thomas Bernard Croat. Anthurium hornitense ingår i släktet Anthurium och familjen kallaväxter. Inga underarter finns listade.